# کوستا مدیترانه
کوستا مدیترانه (به انگلیسی: Costa Mediterranea) یک کشتی است که طول آن ۲۹۲٫۵ متر (۹۶۰ فوت) و ارتفاع آن ۲٬۶۰۶٫۰ میلیمتر (۱۰۲٫۶۰ اینچ) می‌باشد. این کشتی در سال ۲۰۰۳ ساخته شد.